# Lian Junjie
Lian Junjie (en chino: 练俊杰; Wuzhou, 3 de noviembre de 2000) es un deportista chino que compite en saltos de plataforma.
Participó en los Juegos Olímpicos de París 2024, obteniendo una medalla de oro en la prueba de plataforma 10 m sincro (junto con Yang Hao).
Ganó seis medallas en el Campeonato Mundial de Natación entre los años 2017 y 2024. En los Juegos Asiáticos de 2022 consiguió una medalla de oro en la prueba de plataforma 10 m sincro.

## Palmarés internacional
| Juegos Olímpicos   | Juegos Olímpicos        | Juegos Olímpicos | Juegos Olímpicos             |
| Año                | Lugar                   | Medalla          | Prueba                       |
| ------------------ | ----------------------- | ---------------- | ---------------------------- |
| 2024               | París (Francia)         | Medalla de oro   | Plataforma 10 m sincro       |
| Campeonato Mundial |                         |                  |                              |
| Año                | Lugar                   | Medalla          | Prueba                       |
| 2017               | Budapest (Hungría)      | Medalla de oro   | Plataforma 10 m sincro mixto |
| 2019               | Gwangju (Corea del Sur) | Medalla de oro   | Plataforma 10 m sincro mixto |
| 2022               | Budapest (Hungría)      | Medalla de oro   | Plataforma 10 m sincro       |
| 2023               | Fukuoka (Japón)         | Medalla de oro   | Plataforma 10 m sincro       |
| 2023               | Fukuoka (Japón)         | Medalla de plata | Plataforma 10 m              |
| 2024               | Doha (Catar)            | Medalla de oro   | Plataforma 10 m sincro       |
| Juegos Asiáticos   |                         |                  |                              |
| Año                | Lugar                   | Medalla          | Prueba                       |
| 2022               | Hangzhou (China)        | Medalla de oro   | Plataforma 10 m sincro       |